# Giãn mạch

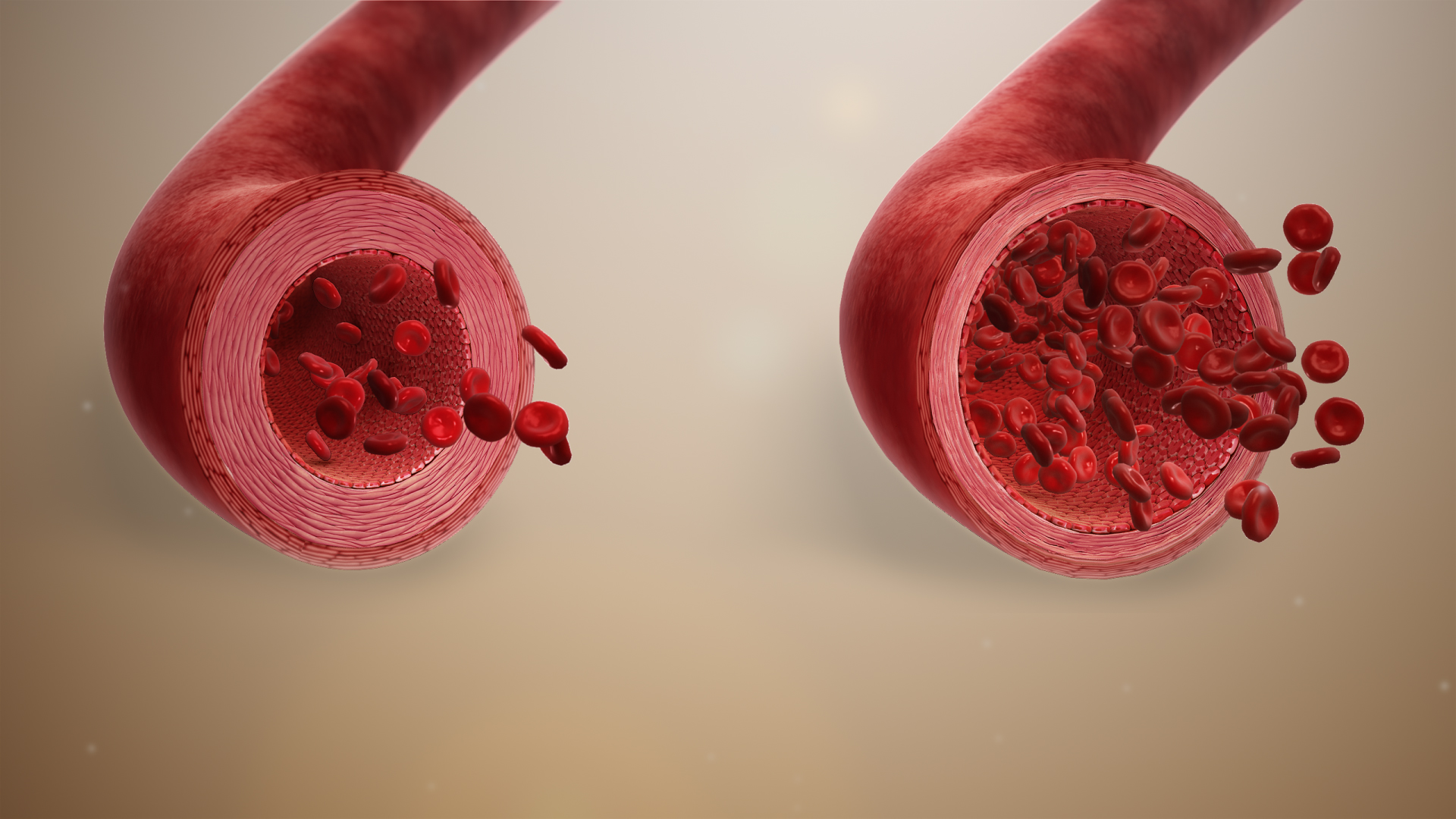
Hoạt hình y tế 3D tĩnh hiển thị mạch máu bình thường (L) Vs. Giãn mạch (R)

Giãn mạch là sự mở rộng của các mạch máu. Nó là kết quả của việc thư giãn các tế bào cơ trơn trong thành mạch, đặc biệt là trong các tĩnh mạch lớn, động mạch lớn và tiểu động mạch nhỏ hơn. Quá trình này là ngược lại với sự co mạch, đó là sự thu hẹp của các mạch máu.
Khi các mạch máu giãn ra, lưu lượng máu tăng lên do giảm sức cản mạch máu và tăng cung lượng tim. Do đó, sự giãn nở của các động mạch (chủ yếu là các tiểu động mạch) làm giảm huyết áp. Phản ứng có thể là do nội tại (do các quá trình cục bộ trong mô xung quanh) hoặc từ bên ngoài (do hormone hoặc hệ thần kinh). Ngoài ra, phản ứng có thể được tập trung vào một cơ quan cụ thể (tùy thuộc vào nhu cầu trao đổi chất của một mô cụ thể, chẳng hạn khi tập thể dục vất vả), hoặc có thể mang tính hệ thống (nhìn thấy trong toàn bộ hệ tuần hoàn).
Các chất nội sinh và thuốc gây giãn mạch được gọi là thuốc giãn mạch. Sự vận động mạch như vậy là cần thiết cho cân bằng nội môi (giữ cho cơ thể hoạt động bình thường).

## Chức năng
Chức năng chính của giãn mạch là tăng lưu lượng máu trong cơ thể đến các mô cần nó nhất. Điều này thường đáp ứng nhu cầu oxy cục bộ nhưng có thể xảy ra khi mô đang nghi vấn không nhận đủ glucose, lipid hoặc các chất dinh dưỡng khác. Các mô cục bộ có nhiều cách để tăng lưu lượng máu, bao gồm giải phóng thuốc giãn mạch, chủ yếu là adenosine, vào dịch kẽ cục bộ, khuếch tán đến các mao mạch, kích thích sự giãn mạch cục bộ. Một số nhà sinh lý học cho rằng chính việc thiếu oxy khiến cho các mao mạch bị giãn mạch do thiếu oxy cơ trơn của các mạch trong khu vực. Giả thuyết thứ hai này được đặt ra do sự hiện diện của cơ thắt tiền chất ở các mao quản. Những cách tiếp cận cơ chế giãn mạch này không loại trừ lẫn nhau.